# Tích Descartes
Trong toán học, đặc biệt là trong lý thuyết tập hợp, tích Descartes (hay tích Đềcác, tích trực tiếp) của hai tập hợp A và B, ký hiệu là A×B, là một tập hợp chứa tất cả các bộ có dạng (a, b) với a là một phần tử của A và b là một phần tử của B. Hay, viết trong ngôn ngữ của lý thuyết tập hợp:
{\displaystyle A\times B=\{(a,b)\mid a\in A,b\in B\}.}
Ví dụ, nếu:
A = {1,2}
B = {p,q,r}
thì:
A×B = {(1,p),(1,q),(1,r),(2,p),(2,q),(2,r)}
và:
B×A = {(p,1),(q,1),(r,1),(p,2),(q,2),(r,2)}
Như vậy tích Descartes của 2 tập hợp là một phép toán 2 ngôi trên các tập hợp. Có thể mở rộng định nghĩa tích Descartes của nhiều tập hợp A1×A2×...×An là tập hợp chứa tất cả các bộ có dạng (a1,a2,...,an) với ai là một phần tử của Ai (i = 1, 2,..., n). Hay, viết trong ngôn ngữ của lý thuyết tập hợp:
{\displaystyle A_{1}\times \cdots \times A_{n}=\{(a_{1},\ldots ,a_{n})\mid a_{1}\in A_{1},\cdots ,a_{n}\in A_{n}\}.}

## Lịch sử
Tên gọi tích Descartes được lấy theo tên của nhà toán học người Pháp René Descartes, dựa trên đóng góp của ông cho đại số giải tích

## Tính chất
- Theo ví dụ ở đầu bài viết, tích Descartes là phép toán không có tính giao hoán. Phép toán này có tính chất kết hợp.

Lực lượng (số phần tử) của tích Descartes bằng tích của lực lượng của từng tập hợp:
|A1×...×An| = |A1|×...×|An|
Trong ví dụ ở đầu bài viết, |A| = 2, |B| = 3 và ta thấy |A×B| = 2×3 = 6.
- Tích Descartes giữa hai tập (hoặc một số hữu hạn tập) đếm được là đếm được

## Lũy thừa Descartes
Ta có lũy thừa bậc 2 Descartes (hay bình phương Descartes) của tập hợp A được định nghĩa là tích Descartes của A với A:
A2 = A×A
Tương tự, lũy thừa Descartes bậc n là tích Descartes của n tập A:
An = A×A×...×A
(có n tập A ở vế phải)